# Sarasvati (déesse)
Pour les articles homonymes, voir Sarasvati.
Sarasvati (en sanskrit सरस्वती (Sarasvatī)), déesse hindoue de la connaissance, de l'éloquence, de la sagesse et des arts, était aussi à l'époque védique, la divinité des rivières. Assimilée à Shatarupa, la « multiforme », elle est à la fois l'épouse (shakti), la demi-sœur et la fille de Brahma, le dieu créateur de la trimurti indienne ; leur union souligne la notion que la connaissance est une condition sine qua non de la création. Elle est Vach, le « Verbe originel et créateur ».
Sarasvati naît par scissiparité de l’œuf de Brahma. À l'aube du monde, Brahma tombe amoureux de sa première création, Sarasvati, et se fait pousser cinq têtes pour pouvoir la contempler et la surveiller en permanence. Rudra, figure primitive de Shiva, arrache une de ces têtes par jalousie.
Sarasvati transmet alors à Brahma la discipline de l'esprit et les enfants de la déesse, les Veda, enseignent à Brahma comment échapper aux distractions et aux tentations du monde sensuel. Depuis, les quatre têtes restantes de Brahma chantent les Veda.

## Représentation
Sarasvati est la déesse de la connaissance et la maîtresse des arts. Les possessions matérielles ne l'intéressent pas, aussi elle est habituellement habillée d'un simple sari blanc et porte peu de bijoux, par rapport aux standards indiens. Sa monture est un grand cygne blanc, parfois un paon. Parfois assise sur une fleur de lotus, deux de ses quatre bras jouent de la vînâ, un autre tient un livre, les Veda, le dernier un chapelet ou un crochet à éléphant.
Sarasvati est créditée de l'invention du sanskrit et de l'écriture devanagari. Elle est évidemment une déesse populaire parmi les écoliers et les étudiants. Cependant, à l'image de son époux Brahma, elle est peu vénérée dans les temples.
En Thaïlande, elle est connue sous le nom de Surasawadee (สรสฺวตี), transcription phonétique du sanskrit, ou de พระสุรัสวดี. Au Tibet, sous le nom de དབྱངས་ཅན་མ། (Yang chen ma).
En Chine, Corée et Japon, elle est intégrée au panthéon du bouddhisme local et y représente la gardienne de la loi céleste. Appelée en Chine Biancai Tiannü (chinois simplifié : 辩才天女 ; chinois traditionnel : 辯才天女 ; pinyin : biàncái tiānnǚ) ou plus simplement Biancaitian (辩才天 / 辯才天, biàncái tiān et au Japon, Benzaiten (弁才天).
Dans la littérature védique, Sarasvatî est souvent associée à deux autres déesses, Ida et Bharati ; les commentateurs les ont parfois considérées comme trois aspects de la déesse de la parole. Elle est invoquée dans un hymne du Rig-Veda avec Sinivali, parfois avec Raka.
Dans les Puranas, elle fut davantage assimilée à la Shakti ; on la considéra alors comme une des facettes de la Mère universelle.

## Hindouisme
Mantra de Sarasvati : Om Aim Sarasvatayé Namaha